# 파티 (잡지)
《파티》(PARTY)는 학산문화사에서 발행되고 있는 월간 순정만화 잡지이다. 1997년에 창간되었으며 2009년 3월호부터 매월 1일 발행되고 있다. 연재작 단행본은 파티코믹스로 발행되며 주독자층은 여자 어린이 및 청소년이다. 자매지로는 격주간 소년만화잡지 《찬스》, 《부킹》이 있다.
1995년 학산문화사가 만화시장 진출 이래 소년만화 잡지 《찬스》에 이어 2번째로 창간한 만화잡지이자 최초 순정만화 잡지로 여자 어린이 및 청소년들의 취향과 성향에 맞는 순정만화를 연재하고 있다.

## 현재 연재작
| 연재명              | 작가          | 연재시작일    | 단행본 |
| ------------------- | ------------- | ------------- | ------ |
| RURE(루어)          | 서문다미      | 2003년 5월호  | 1~11권 |
| Money_Ace_X(맥스)   | 허국화&박경란 |               | 1~2권  |
| 방울공주            | 박은아        | 2006년 8월호  | 1~3권  |
| 셜록                | 권교정        | 2010년 4월호  | 1~2권  |
| 스위티밀키 프러포즈 | 이나래        | 2008년        | 미발행 |
| SIESTA(시에스타)    | 이영유        | 2010년 1월호  | 1권    |
| 안녕?! 자두야!!     | 이빈          | 1997년 9월    |        |
| 인형가              | 이선영        | 2009년        |        |
| TEEN SPIRIT         | 김지은        |               | 1권    |
| Paris와 결혼하기    | 이빈          | 2009년 12월호 | 1권    |
| 호랑님의 식탁       | 임해연        | 2010년 3월호  | 미발행 |

## 과거 연재작

### 가 - 라
나나코로빈, 너무너무 신선해, Dr.링에게 물어봐!, 로맨스 파파, 러브 콤플렉스, 러브 미, 루어

### 마 - 바
마녀와 피터, 마린블루, 매지컬J&R, 마이걸, 막상막하, 바닐라 프로스팅, 비타민, 베이비 러브, 버드키스, 방울공주

### 사 - 아
새나에게 사랑을!!, 사이키, 사랑나와라 뚝딱, 스위티젬, 안녕?! 자두야!!, 아기자기 색동, 여왕의 기사, 우리 가족은 너무 평범해, 열세 번째 남자, 월요일 소년, 유리구두, 우리 사랑은 세모

### 자 - 차
장미의 기사 티나, 잠깐!, 정체불명 새색시, 치로, 출동 수호천사

### 카 - 하
크로스 오버, 필링&폴링, 판타미르, 펀치펀치, 페퍼민트, 하트비트, 화기애매 화목고(花木高)

## 같이 보기
- 학산문화사
- 하이센스
- 르네상스
- 댕기
- 윙크
- Issue